# Férfi négypárevezős a 2004. évi nyári olimpiai játékokon
A 2004. évi nyári olimpiai játékokon az evezés férfi négypárevezős versenyszámát augusztus 15. és augusztus 22. között rendezték a Szkíniasz evezős és kajak‑kenu központban. A versenyt az orosz egység nyerte a cseh és az ukrán négypár előtt. 

## Versenynaptár
Az időpontok helyi idő szerint, zárójelben magyar idő szerint olvashatóak.
| Dátum                          | Időpont       | Forduló     |
| ------------------------------ | ------------- | ----------- |
| 2004. augusztus 15., vasárnap  | 9:55 (8:55)   | Előfutamok  |
| 2004. augusztus 17., kedd      | 17:00 (16:00) | Reményfutam |
| 2004. augusztus 19., csütörtök | 9:30 (8:30)   | Elődöntők   |
| 2004. augusztus 21., szombat   | 11:50 (10:50) | B-döntő     |
| 2004. augusztus 22., vasárnap  | 9:50 (8:50)   | A-döntő     |

## Rekordok
A verseny előtt a következő rekordok voltak érvényben:
| Világrekord | Alessandro Corona · Rossano Galtarossa · Massimo Paradiso · Alessio Sartoric (USA) | 05:37,68 | Indianapolis, Amerikai Egyesült Államok | 1994. szeptember 18. |

A versenyen új rekord született:
| Olimpiai rekord | André Willms · Stephan Volkert · Marco Geisler · Robert Sens (GER)           | 5:43,17 | Athén, Görögország | 2004. augusztus 15. |
| Olimpiai rekord | Adam Bronikowski · Marek Kolbowicz · Sławomir Kruszkowski · Adam Korol (POL) | 5:41,98 | Athén, Görögország | 2004. augusztus 15. |
| Olimpiai rekord | David Kopřiva · Tomáš Karas · Jakub Hanák · David Jirka (CZE)                | 5:40,83 | Athén, Görögország | 2004. augusztus 15. |

## Eredmények
Az idők másodpercben értendők. A rövidítések jelentése a következő:
- QS: Elődöntőbe jutás helyezés alapján
- QA: Az A-döntőbe jutás helyezés alapján
- QB: A B-döntőbe jutás helyezés alapján
- OR: Olimpiai rekord

### Előfutamok
Három előfutamot rendeztek, öt, illetve négy-négy hajóval. Az első három helyezett automatikusan az elődöntőbe került, a többiek a reményfutamba.
| Helyezés | Nemzet                                                                                                | Idő      | Mj       |
| 1. futam | 1. futam                                                                                              | 1. futam | 1. futam |
| -------- | --- | -------- | -------- |
| 1.       | Németország (GER) · André Willms, Stephan Volkert, Marco Geisler, Robert Sens                         | 5:43,17  | QS, OR   |
| 2.       | Észtország (EST) · Oleg Vinogradov, Igor Kuzmin, Andrei Šilin, Andrei Jämsä                           | 5:45,56  | QS       |
| 3.       | Ausztrália (AUS) · Scott Brennan, David Crawshay, Duncan Free, Shaun Coulton                          | 5:46,32  | QS       |
| 4.       | Egyesült Államok (USA) · Ben Holbrook, Brett Wilkinson, Sloan DuRoss, Kent Smack                      | 5:50,61  |          |
| 5.       | Svájc (SUI) · Simon Stürm, Christian Stofer, Olivier Gremaud, Florian Stofer                          | 6:20,67  |          |
| 2. futam | |          |          |
| 1.       | Lengyelország (POL) · Adam Bronikowski, Marek Kolbowicz, Sławomir Kruszkowski, Adam Korol             | 5:41,98  | QS, OR   |
| 2.       | Oroszország (RUS) · Szergej Fedorovcev, Igor Kravcov, Alekszej Szvirin, Nyikolaj Szpinyov             | 5:43,77  | QS       |
| 3.       | Olaszország (ITA) · Alessandro Corona, Simone Venier, Federico Gattinoni, Simone Raineri              | 5:45,84  | QS       |
| 4.       | Franciaország (FRA) · Xavier Philippe, Cédric Berrest, Jonathan Coeffic, Frédéric Perrier             | 5:50,74  |          |
| 3. futam | |          |          |
| 1.       | Csehország (CZE) · David Kopřiva, Tomáš Karas, Jakub Hanák, David Jirka                               | 5:40,83  | QS, OR   |
| 2.       | Ukrajna (UKR) · Szerhij Hriny, Szerhij Bilouscsenko, Oleh Likov, Leonyid Saposnikov                   | 5:43,23  | QS       |
| 3.       | Fehéroroszország (BLR) · Valerij Radzevics, Sztanyiszlav Scsarbacsenya, Pavel Surmej, Andrej Pljaskov | 5:46,80  | QS       |
| 4.       | Nagy-Britannia (GBR) · Simon Cottle, Alan Campbell, Peter Gardner, Peter Wells                        | 5:54,69  |          |

### Reményfutam
A reményfutamot négy résztvevővel rendezték. Az első három helyezett bejutott az elődöntőbe, a negyedik helyezett kiesett.
| Helyezés | Nemzet                                                                                    | Idő     | Mj |
| -------- | ----------------------------------------------------------------------------------------- | ------- | -- |
| 1.       | Egyesült Államok (USA) · Ben Holbrook, Brett Wilkinson, Sloan DuRoss, Kent Smack          | 5:46,54 | QS |
| 2.       | Svájc (SUI) · Simon Stürm, Christian Stofer, Olivier Gremaud, Florian Stofer              | 5:47,94 | QS |
| 3.       | Nagy-Britannia (GBR) · Simon Cottle, Alan Campbell, Peter Gardner, Peter Wells            | 5:48,65 | QS |
| 4.       | Franciaország (FRA) · Xavier Philippe, Cédric Berrest, Jonathan Coeffic, Frédéric Perrier | 5:50,83 |    |

### Elődöntők
Két elődöntőt rendeztek, hat-hat részvevővel. Az első három helyezett bejutott az A-döntőbe, a többiek a B-döntőbe kerültek.
| Helyezés | Nemzet                                                                                    | Idő      | Mj       |
| 1. futam | 1. futam                                                                                  | 1. futam | 1. futam |
| -------- | ----------------------------------------------------------------------------------------- | -------- | -------- |
| 1.       | Lengyelország (POL) · Adam Bronikowski, Marek Kolbowicz, Sławomir Kruszkowski, Adam Korol | 5:42,63  | QA       |
| 2.       | Németország (GER) · André Willms, Stephan Volkert, Marco Geisler, Robert Sens             | 5:42,85  | QA       |
| 3.       | Ukrajna (UKR) · Szerhij Hriny, Szerhij Bilouscsenko, Oleh Likov, Leonyid Saposnikov       | 5:44,00  | QA       |
| 4.       | Ausztrália (AUS) · Scott Brennan, David Crawshay, Duncan Free, Shaun Coulton              | 5:45,45  | QB       |
| 5.       | Olaszország (ITA) · Alessandro Corona, Simone Venier, Federico Gattinoni, Simone Raineri  | 5:47,38  | QB       |
| 6.       | Nagy-Britannia (GBR) · Simon Cottle, Alan Campbell, Peter Gardner, Peter Wells            | 5:48,52  | QB       |

| Helyezés | Nemzet                                                                                                | Idő      | Mj       |
| 2. futam | 2. futam                                                                                              | 2. futam | 2. futam |
| -------- | --- | -------- | -------- |
| 1.       | Csehország (CZE) · David Kopřiva, Tomáš Karas, Jakub Hanák, David Jirka                               | 5:42,73  | QA       |
| 2.       | Oroszország (RUS) · Szergej Fedorovcev, Igor Kravcov, Alekszej Szvirin, Nyikolaj Szpinyov             | 5:44,08  | QA       |
| 3.       | Fehéroroszország (BLR) · Valerij Radzevics, Sztanyiszlav Scsarbacsenya, Pavel Surmej, Andrej Pljaskov | 5:44,70  | QA       |
| 4.       | Észtország (EST) · Oleg Vinogradov, Igor Kuzmin, Andrei Šilin, Andrei Jämsä                           | 5:44,90  | QB       |
| 5.       | Egyesült Államok (USA) · Ben Holbrook, Brett Wilkinson, Sloan DuRoss, Kent Smack                      | 5:46,65  | QB       |
| 6.       | Svájc (SUI) · Simon Stürm, Christian Stofer, Olivier Gremaud, Florian Stofer                          | 5:48,74  | QB       |

### Döntők

#### B-döntő
A B-döntőt hat egységgel rendezték. A futam első helyezettje összesítésben a hetedik helyen végzett.
| Helyezés (Összesített) | Nemzet                                                                                   | Idő     |
| ---------------------- | ---------------------------------------------------------------------------------------- | ------- |
| 1. (7.)                | Ausztrália (AUS) · Scott Brennan, David Crawshay, Duncan Free, Shaun Coulton             | 6:02,31 |
| 2. (8.)                | Svájc (SUI) · Simon Stürm, Christian Stofer, Olivier Gremaud, Florian Stofer             | 6:04,53 |
| 3. (9.)                | Észtország (EST) · Oleg Vinogradov, Igor Kuzmin, Andrei Šilin, Andrei Jämsä              | 6:05,11 |
| 4. (10.)               | Olaszország (ITA) · Alessandro Corona, Simone Venier, Federico Gattinoni, Simone Raineri | 6:06,91 |
| 5. (11.)               | Egyesült Államok (USA) · Ben Holbrook, Brett Wilkinson, Sloan DuRoss, Kent Smack         | 6:07,83 |
| 6. (12.)               | Nagy-Britannia (GBR) · Simon Cottle, Alan Campbell, Peter Gardner, Peter Wells           | 6:07,87 |

#### A-döntő
Az A-döntőt hat résztvevővel rendezték.
| Helyezés | Nemzet                                                                                                | Idő     |
| -------- | --- | ------- |
| Arany    | Oroszország (RUS) · Szergej Fedorovcev, Igor Kravcov, Alekszej Szvirin, Nyikolaj Szpinyov             | 5:56,85 |
| Ezüst    | Csehország (CZE) · David Kopřiva, Tomáš Karas, Jakub Hanák, David Jirka                               | 5:57,43 |
| Bronz    | Ukrajna (UKR) · Szerhij Hriny, Szerhij Bilouscsenko, Oleh Likov, Leonyid Saposnikov                   | 5:58,87 |
| 4.       | Lengyelország (POL) · Adam Bronikowski, Marek Kolbowicz, Sławomir Kruszkowski, Adam Korol             | 5:58,94 |
| 5.       | Németország (GER) · André Willms, Stephan Volkert, Marco Geisler, Robert Sens                         | 6:07,04 |
| 6.       | Fehéroroszország (BLR) · Valerij Radzevics, Sztanyiszlav Scsarbacsenya, Pavel Surmej, Andrej Pljaskov | 6:09,33 |